# Четверіков Сергій Вікторович
Сергі́й Ві́кторович Четверіков — майстер спорту України міжнародного класу з кікбоксингу.
Станом на травень 2015 року — директор комплексної ДЮСШ № 1 Маріуполя.

## Спортивні досягнення
- Срібний призер чемпіонату світу,
- дворазовий призер чемпіонату Європи,
- дворазовий володар Кубка світу.